# Werner Ballauff
Werner Ballauff (Düsseldorf, 21 september 1890 - Aldaar, 10 januari 1973) was een Duitse officier en SS-Brigadeführer (brigadegeneraal) en Generalmajor in de Waffen-SS tijdens de Tweede Wereldoorlog. Hij was ook parlementslid voor de NSDAP in de Rijksdag.

## Leven
Op 21 september 1890 werd Werner Ballauff in Düsseldorf geboren. Hij was de zoon van de handelaar Heinrich (Preradovisch vermeldt: Arnold als voornaam) Ballauff (1 september 1860, Soest - 24 maart 1930, Bad Homburg) en zijn vrouw Emmy Auguste Wilhelmine (geboren Berlijn) (30 september 1861, Düsseldorf).
Vanaf 1896 tot 1909 ging Ballauff naar de kleuterschool en het Humboldt Gymnasium in Düsseldorf, waar hij zijn Abitur haalde. Vanaf 1909 tot 1911 studeerde Ballauff rechtswetenschappen aan de Rheinische Friedrich-Wilhelms-Universiteit, Ludwig Maximilians-Universiteit en de Universiteit van Straatsburg. In 1926 werd hij lid van het korps Suevia Straatsburg.
Op 1 oktober 1909 ging Ballauff als Einjährig-Freiwilliger in dienst van het Pruisische leger. Hij werd geplaatst bij het Maschinengewehr-Abteilung Nr. 10, wat gestationeerd was in Schlettstadt in het Elzas-Lotharingen. In 1911 begon hij aan zijn opleiding voor officier, in het Ulanen-Regiment „Graf Haeseler“ (2. Brandenburgisches) Nr. 11 in Saarburg.
Nog voor het uitbreken van de Eerste Wereldoorlog, werd Balleuf bevorderd tot Vizewachtmeister (sergeant) en Fahnenjunker (aspirant-officier). In 1912 werd hij bevorderd tot Leutnant (tweede luitenant).

### Eerste Wereldoorlog
In december 1914 raakte Ballauff gewond tijdens een lange afstandspatrouille, en werd door de Fransen krijgsgevangen gemaakt. In 1918 werd hij uitgeruild, en het jaar daarop overgenomen in de Reichswehr.

### Interbellum
In april 1920 nam hij als Rittmeister a.D.  (ritmeester B.d.) op eigen verzoek ontslagen uit de Reichswehr. In het burgerleven werkte Ballauff in loondienst bij verschillende bedrijven en later in een zelfstandige functie in binnen- en buitenland. Op 1 augustus 1928 trouwde hij met Ingeborg Krogmann. Vanaf 1930 runde hij een boerderij in de buurt van Quickborn (Holstein).
Van 1929 tot 1930 was Balleuf lid van de völkischen Tannenbergbund. Op 1 juni 1931 werd hij lid van de NSDAP. In november van dat jaar werd hij ook lid van de Sturmabteilung. Balleuf werd ingeschaald als een SA-Truppführer der SA-Reserve (sergeant). Hij werd tot chef van de 26./SA-Standarte 31 benoemd. Op 17 juli 1932 werd Ballauf bevorderd tot SA-Sturmführer  (tweede luitenant). In de NSDAP leidde hij een Ortsgruppe  (plaatselijke afdeling).
Na de overname van de macht door de NSDAP, werd Ballauff in november 1933 lid van de betekenisloze Rijksdag. Op 29 maart 1936 werd hij opnieuw voor verkiezing voorgedragen, maar hij kreeg geen mandaat. In 1933 werd Ballauf bevorderd tot SA-Sturmbannführer (majoor). 
Op 18 juni 1933 stapte Ballauf over van de SA naar de Allgemeine-SS. Hij werd ingeschaald als SS-Mann, kort hierna volgde zijn bevordering tot SS-Sturmbannführer. Hij werd benoemd tot commandant van de 28. SS-Standarte in Hamburg. Van 23 augustus 1933 tot 10 oktober 1934 was hij lid van de Hamburgse Senaat. Op 1 december 1933 werd Ballauf bevorderd tot SS-Obersturmbannführer (luitenant-kolonel). Vanaf 1 maart 1934 was hij tijdelijk Stabsführer van het SS-Oberabschnitt „Nord“ in Stettin. In juni keerde hij terug naar Hamburg en in oktober 1934 nam hij de leiding over van de SS-Abschnitts XV in Altona, die hij tot maart 1935 bekleedde.
Op 26 maart 1935 trad Ballauff toe tot de SS-Verfügungstruppe. Daar nam hij het commando over van de 9e compagnie in de 3e bataljon van de in Hamburg gevestigde Standarte „Germania“. Op 3 september 1935 nam Ballauff als opvolger van de SS-Sturmbannführer Egon Buch het commando van het SS-Nachrichten-Sturmbann/SS-TV gestationeerd in het Berlin-Adlershof over. Op 1 juli 1936 werd hij overgeplaatst naar de staf van het SS-Standarte „Deutschland“. Enige tijd later werd hij aangesteld als commandant van het 3e bataljon, hiermee nam Ballauff deel aan de bezetting van het Sudetenland. In november 1938 werd hij naar het nieuwe SS-Regiment „Der Führer“ gecommandeerd. Op 30 januari 1939 werd Ballauff bevorderd tot SS-Standartenführer (kolonel).

### Tweede Wereldoorlog
Op 1 januari 1940 werd Ballauff benoemd tot SS-Standortkommandant von Prag (garnizoenscommandant van Praag). Tot 20 januari 1941 oefende hij deze functie uit. Van 20 januari 1941 tot 18 juni 1941 voerde hij het commando over de in bezette Polen gestationeerde 10. SS-Totenkopfstandarte. Aansluitend was hij voor twee maanden commandant van een regiment in het 6. SS-Gebirgs-Division Nord, dat ingezet was in Finland tijdens de Vervolgoorlog. Tot einde van 1941 werd Ballauff toegewezen aan het SS-Führungshauptamt, waar hij als Inspekteur der Infanterie  (vrije vertaling: inspecteur van de infanterie) werkzaam was. Hij werd op 9 november 1941 bevorderd tot SS-Oberführer.
In 1942 werd Ballauff benoemd tot hoofd van de SS-Junkerschule Braunschweig. Deze moest in juni 1944 vanwege zware bomschade worden verplaatst naar Posen-Treskau. Officieel bleef hij het hoofd tot februari 1945. Zijn laatste bevordering was op 1 mei 1943 tot SS-Brigadeführer en Generalmajor in de Waffen-SS.
Van 11 februari 1945 tot 5 maart 1945 was Ballauff Korück 11 in het SS-Armee.
Begin 1945 richtte Ballauff op het militair oefenterrein Wandern uit twee SS-Junker-Bataillonen de "Kampfgruppe Ballauff" op, deze werd ingezet in het centrale deel van de Oder-Warthe-stelling, en waren vervangende eenheden van Kampfgruppe Hauser. Als leider van de Kampfgruppe zou Ballauff verrast zijn door een vijandige stoottroepen in het gebied van Zielenzig, en wist maar ternauwernood aan gevangenneming te ontsnappen. Daarbij verloor hij blijkbaar de exacte plannen van de Panzerwerke aan de Oderbogen die in zijn bezit waren, waardoor het voor de Russische strijdkrachten veel gemakkelijker was om op te rukken.

## Na de oorlog
In mei 1945 werd hij gearresteerd door een Brits commando in Hamburg. Ballauff verbleef bij familie in Bebel-Allee in Hamburg. Daarna werd hij voor drie jaar overgebracht naar Engeland met gevangene nummer 560.269. Op 10 maart 1947 werd hij van kamp 252 overgebracht naar Island Farm (Bridgend, Wales), en daarna op 5 juli 1947 naar de Londense districtsgevangenis. Op 6 oktober 1947 werd hij via kamp 43 overgebracht naar het interneringskamp Neuengamme, waar hij in de zomer van 1948 werd vrijgelaten. Na zijn terugkeer naar zijn geboorteplaats Düsseldorf, nam hij als eigenaar de winkel in huishoudelijke artikelen van zijn ouders over waar hij tot aan zijn dood werkte. Het bedrijf had in de jaren zestig tot 400 mensen in dienst.
Over het verdere verloop van zijn leven is niets bekend. Op 10 januari 1973 overleed hij in Düsseldorf.

## Militaire carrière
Ballauff bekleedde verschillende rangen in zowel de Pruisische leger/Deutsche Heer als Waffen-SS. De volgende tabel laat zien dat de bevorderingen niet synchroon liepen.
| Datum                                | Pruisische leger/Deutsche Heer | Reichswehr       | Sturmabteilung     | Allgemeine-SS          | Waffen-SS                    |
| ------------------------------------ | ------------------------------ | ---------------- | ------------------ | ---------------------- | ---------------------------- |
| 1 oktober 1909                       | Einjährig-Freiwilliger         | —                | —                  | —                      | —                            |
| 1910                                 | Fahnenjunker                   | —                | —                  | —                      | —                            |
| 1911                                 | Vizewachtmeister               | —                | —                  | —                      | —                            |
| 1912 (Patent vanaf 18 november 1910) | Leutnant                       | —                | —                  | —                      | —                            |
| 1918                                 | Oberleutnant                   | —                | —                  | —                      | —                            |
| 1 april 1920                         | —                              | Rittmeister a.D. | —                  | —                      | —                            |
| 6 november 1931                      | —                              | —                | SA-Truppführer     | —                      | —                            |
| 17 juli 1932                         | —                              | —                | SA-Sturmführer     | —                      | —                            |
| 1933                                 | —                              | —                | SA-Sturmbannführer | —                      | —                            |
| 18 juni 1933                         | —                              | —                | —                  | SS-Anwärter            | —                            |
| 18 juni 1933                         | —                              | —                | —                  | SS-Mann                | —                            |
| 22 juni 1933                         | —                              | —                | —                  | SS-Sturmbannführer     | —                            |
| 1 december 1933                      | —                              | —                | —                  | SS-Obersturmbannführer | —                            |
| 30 januari 1939                      | —                              | —                | —                  | SS-Standartenführer    | —                            |
| 9 november 1941                      | —                              | —                | —                  | SS-Oberführer          | —                            |
| 1 mei 1943                           | —                              | —                | —                  | SS-Brigadeführer       | Generalmajor in de Waffen-SS |

## Lidmaatschapsnummers
- NSDAP-nr.: 585 143[14][15] (lid geworden 1 juni 1931[16][10][6])
- SS-nr.: 66 679[14][15] (lid geworden 18 juni 1933[16][10])

## Onderscheidingen
Selectie:
- IJzeren Kruis 1914, 2e Klasse[8] (25 augustus 1914[2][10][12])
- IJzeren Kruis 1939, 1e Klasse[13][2][8][10]
- Herhalingsgesp bij IJzeren Kruis 1939, 2e Klasse[13][8][16] (4 augustus 1941[2][10])
- Gewondeninsigne 1918 in zwart[2][8][10][12]
- Ehrendegen des Reichsführers-SS[16][10][15][13][3]
- Erekruis voor Frontstrijders in de Wereldoorlog[16][8] op 15 juni 1934[2][13][12]
- SS-Ehrenring[16][10][15][13][3]
- Kruis voor Oorlogsverdienste, 1e Klasse[13][8][16] (1944[3][2][10]) en 2e Klasse[13][8][16] (30 januari 1941[3][10][2]) met Zwaarden

## Afkortingen
- mit der Wahrnehmung der Geschäfte beauftragt (m.d.W.d.G.b.) - (vrije vertaling: met de waarneming van de functie belast)
- mit der Führung beauftragt (m. d. F. b.) - (vrije vertaling: met het leiderschap belast)